# Khaleej Times
El Khaleej Times es un periódico de circulación diaria en idioma inglés que se publica en Dubái, Emiratos Árabes Unidos. 
Tradicionalmente considerado el segundo periódico más popular de los EAU, lucha por mantener su circulación; comenzó 2011 con un tiraje de algo menos de 40.000 ejemplares diarios. Todavía popular entre los expatriados que han permanecido durante mucho tiempo en la región, ha perdido lectores a manos del tabloide 7DAYS y de The National. 
Publicado por Galadari Printing and Publishing, fue el segundo periódico en inglés de los EAU al fundarse el 1 de octubre de 1978. El gobierno de los EAU es propietario de una parte del periódico. El principal competidor es el Gulf News.